# Musola Cathrine Kaseketi
Musola Cathrine Kaseketi (nacida en 1968) es una cineasta y activista de derechos humanos zambiana. Es la primera directora de cine profesional de su país.

## Biografía
Kaseketi nació en octubre de 1968 en Solwezi, pero pasó la mayor parte de su infancia en Kabwe debido a una política de reubicación del gobierno. Cuando era niña, el error de una estudiante de enfermería le paralizó una pierna; debido a eso tiene dificultades de movilidad. Se formó como sastre y diseñadora antes de mudarse a Zimbabue para estudiar teatro. Posteriormente se graduó con honores de la Escuela de Cine y Televisión de Newtown en Sudáfrica.
Más tarde, estudió para obtener calificaciones en América y Europa, incluidos cursos con la Escuela de Asuntos Internacionales y Públicos de la Universidad de Columbia y capacitación como facilitadora de igualdad de discapacidades con la Organización Internacional del Trabajo.

## Carrera
Su primera película, Suwi ("Esperanza"), que escribió, dirigió y produjo, se estrenó en 2009 y se proyectó en varios países europeos, así como en Sudáfrica. Ha dirigido episodios de la telenovela zambiana Kabanana, así como numerosos documentales. Es la fundadora de Vilole Images, una fundación sin fines de lucro que educa a jóvenes cineastas zambianos. Ha dirigido tres largometrajes: Suwi, Dreams of Forgotten Youth (2012) y Broken Hill Man (2013), así como una película estudiantil, Making a Difference in Life (1999). También fundó el primer festival de cine internacional de Zambia, Shungu Namutitima ("Smoke That Thunders").
Kaseketi es la coordinadora de ArtWatch International en Zambia y Sudáfrica y preside la Sociedad de Cinematógrafos de Zambia.

## Activismo
Poco después del estreno de Suwi, un grupo de mujeres discapacitadas que se habían inspirado en la película se acercó a ella. Juntas crearon el Pachibwanse Corner, o Women's Meeting Place, un proyecto para desarrollar una comunidad de aldea y mejorar la vida de las mujeres con discapacidad. Muchas de sus películas y documentales abordan los problemas sociales que afectan a las mujeres discapacitadas.